# Stromanthe guapilesensis
Stromanthe guapilesensis là một loài thực vật có hoa trong họ Marantaceae. Loài này được (Donn.Sm.) H.A.Kenn. & Nicolson miêu tả khoa học đầu tiên năm 1975.